# Paul Hinojos
Pablo J. Hinojos-Gonzalez aka Paul Hinojos, född 17 juli 1975, är en amerikansk gitarrist och tidigare medlem i den progressiva rockgruppen The Mars Volta. 
Hinjos började sin karriär som basist i bandet At the Drive-In, där han slutade efter splittringen 2001. Därefter bildade han bandet Sparta tillsammans med At the Drive-In-medlemmarna Jim Ward och Tony Hajjar. Han turnerade under 2003 och 2004 med The Mars Volta, ett band bildat av Cedric Bixler-Zavala och Omar Rodriguez-Lopez också de från At the Drive-In, och blev 2005 officiell medlem i gruppen, efter att ha lämnat Sparta.

## Diskografi (urval)
Studioalbum med At the Drive-In
- El Gran Orgo (1997)
- In/Casino/Out (1998)
- Relationship of Command (2000)
- in•ter a•li•a (2017)

Studioalbum med Sparta
- Wiretap Scars (2002)
- Porcelain (2004)

Studioalbum med Mars Volta
- Amputechture (2006)
- The Bedlam in Goliath (2008)

Studioalbum med Look Daggers
- Suffer in Style (2008)

Studioalbum med Hyro Da Hero
- Birth, School, Work, Death (2011)